# Hydropessum
Hydropessum è un genere estinto di pesci ossei attinotterigi, vissuto nel Triassico inferiore; i suoi resti fossili sono stati ritrovati in Sudafrica. L'unica specie nota è Hydropessum kannemeyeri.

## Descrizione
Hydropessum è caratterizzato da un corpo di forma romboidale, estremamente alto. La lunghezza totale dell'animale era di circa 10 centimetri. Hydropessum si caratterizza per un cranio alto posteriormente, con ossa del tetto cranico ornate da tubercoli e quelle dell’apparato opercolare decorate con rugosità. Il parietale è corto e profondo, il frontale estremamente alto. Non è presente un dermopterotico accessorio. L’apparato opercolare forma una placca a forma di “D”, con la sutura tra opercolo e subopercolo obliqua; il margine ventrale del subopercolo è concavo.
Mancano il dermoiale e i denti. Sono presenti circa sette branchiostegali. Il preopercolo è privo del processo anteroventrale visto in Cleithrolepis; la sua estremità inferiore è ampia e si estende anteriormente fino a circa metà dell’orbita. Un grande osso accessorio, forse un preopercolo accessorio, si estende dorsalmente oltre metà del margine anteriore del subopercolo e anteriormente fino a metà della mascella superiore, la cui parte anteriore è formata dalla maxilla.
Gli infraorbitali sono stretti, con due supraorbitali presenti. Il nasale delimita il margine anteriore dell’orbita. Il muso è composto da nasali pari, separati da un postrostrale e, probabilmente, da rostrootorbitale e premascellari pari. La mandibola è corta e robusta.
Il corpo ha forma romboidale, con massima profondità pari alla lunghezza dal muso alla fine del lobo caudale. Il suprascapolare è grande e a forma di “D”. Le scaglie sono profonde e ornate con rugae allungate, e quelle nella regione pettorale sono orientate parallelamente al resto del corpo. Le pinne dorsale e anale si inseriscono nel punto più profondo del corpo. Le pinne pelviche sembrano assenti.

## Classificazione
La specie Hydropessum kannemeyeri fu descritta per la prima volta da Robert Broom nel 1909 sulla base di resti fossili rinvenuti nella zona a Cynognathus inferiore del Karroo, presso Bekker’s Kraal, vicino a Rouxville, nell’Orange Free State (Sudafrica).
Hydropessum è stato storicamente incluso nella famiglia Cleithrolepididae e successivamente attribuito alla famiglia Hydropessidae sulla base di caratteristiche morfologiche distintive, all'interno dell'ordine Perleidiformes. Tuttavia, uno studio del 2022 ha dimostrato che Hydropessum possiede due caratteristiche chiave che giustificano la sua inclusione nell'ordine Polzbergiiformes: l’assenza di denti sulla mascella superiore e la terminazione posteriore della mascella al di sotto del margine orbitale posteriore.

## Paleoecologia
Hydropessum era un pesce d’acqua dolce probabilmente abitante di laghi o fiumi interni. La forma del corpo e la posizione delle pinne suggeriscono uno stile di nuoto lento, con buona manovrabilità in ambienti acquatici complessi.